# Habronattus ustulatus
Habronattus ustulatus es una especie de araña saltadora del género Habronattus, familia Salticidae. Fue descrita científicamente por Griswold en 1979.
Habita en los Estados Unidos y México.